# Bagshot Park
Bagshot Park est une résidence royale britannique située à proximité du village de Bagshot, dans le Surrey. Il s’agit de l’actuelle résidence du prince Edward, duc d'Édimbourg, dernier enfant de la reine Élisabeth II, de son épouse la duchesse Sophie, ainsi que celle de leurs deux enfants, lady Louise et de James, comte de Wessex.

## Histoire
La Bagshot Lodge originelle — qui ne correspond pas à l’actuelle lodge — a été construite entre 1631 et 1633, dans le cadre de la construction d’une série de petites lodges sous le règne de Charles Ier par l’architecte Inigo Jones. La lodge a été rénovée entre 1766 et 1772 pour le troisième comte d’Alberlarle, George Keppel selon les plans de James Paine, puis en 1798 par Sir John Soane pour le compte du duc de Clarence, futur Guillaume IV, qui y vit jusqu’en 1816.
Par la suite, Bagshot Park a été utilisé comme résidence officielle par le duc Guillaume-Frédéric de Gloucester, neveu du roi Georges III. Le duc a ajouté des biens entre la propriété et Sunningdale ; sa veuve, la princesse Marie du Royaume-Uni continue d’y vivre après sa mort et ce jusqu’en 1847. La maison originelle a été démolie entre 1877 et 1879,.

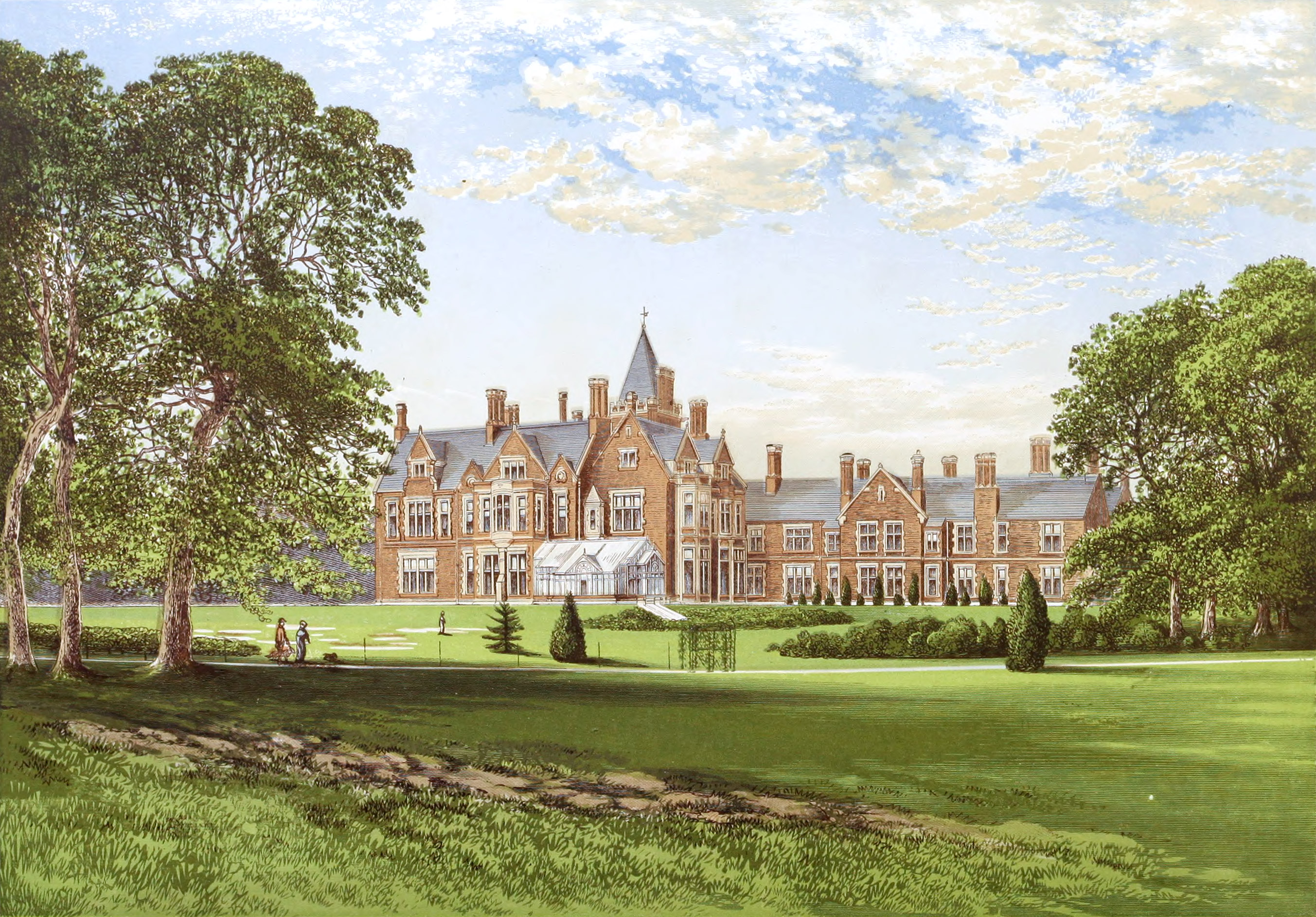
Bagshot Park dans les années 1880.

À partir de 1880, Bagshot Park devient la résidence principale d’un fils cadet de la reine Victoria du Royaume-Uni, le prince Arthur, duc de Connaught et Strathearn, gouverneur général du Canada de 1911 à 1916, qui y meurt en 1942.